# Tour d’Aï
Die Tour d’Aï ist ein 2331 m ü. M. hoher Berg in den Waadtländer Voralpen, nördlich oberhalb von Leysin im schweizerischen Kanton Waadt. Benachbarter Berg im Nordosten ist die Tour de Mayen mit 2327 m Höhe. Auf den Gipfel der Tour d’Aï führen ein Wanderweg und verschiedene Kletterrouten.

## Erschliessung und Besteigung

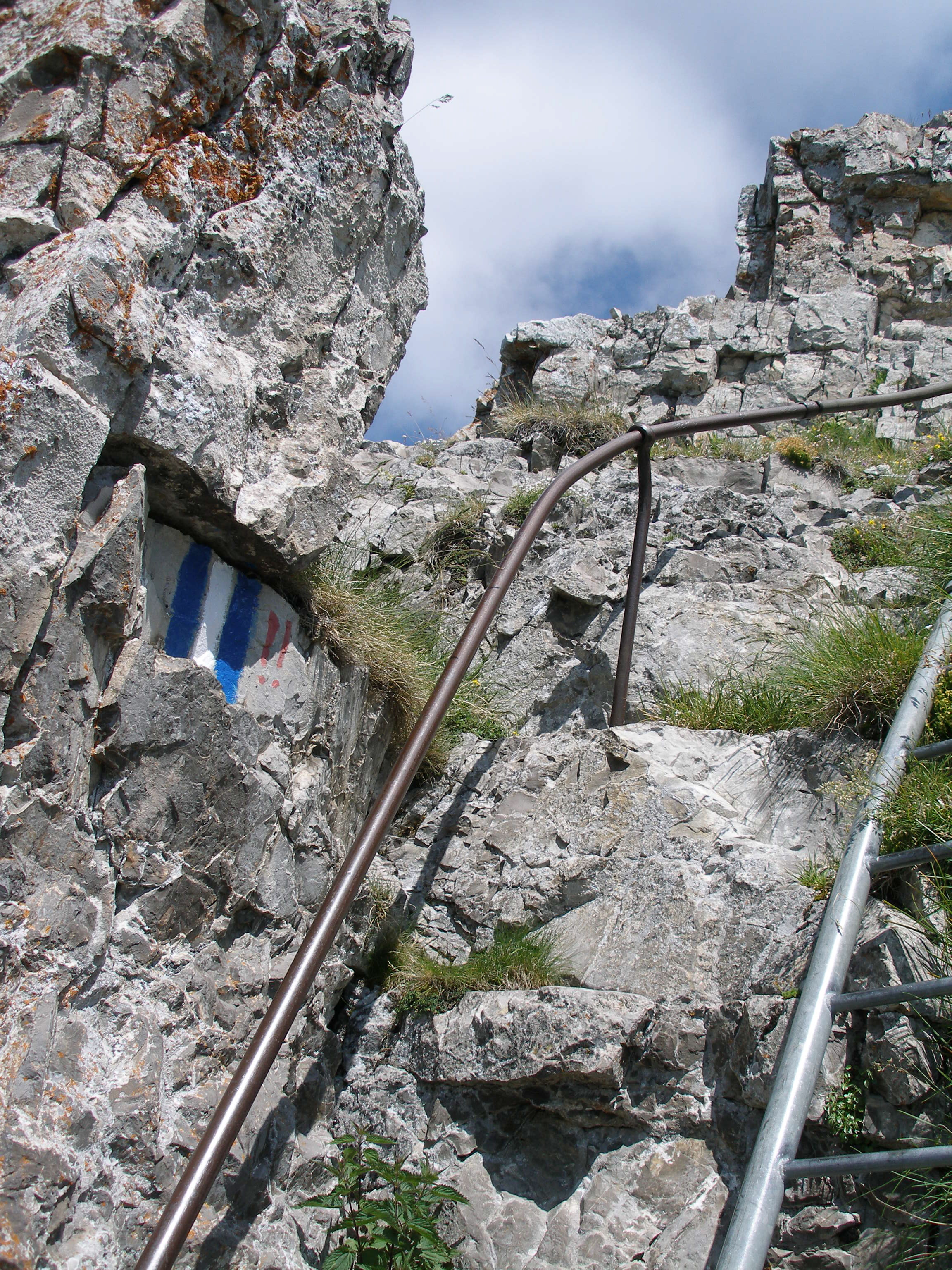
Aufstieg auf den Grat der Tour d’Aï

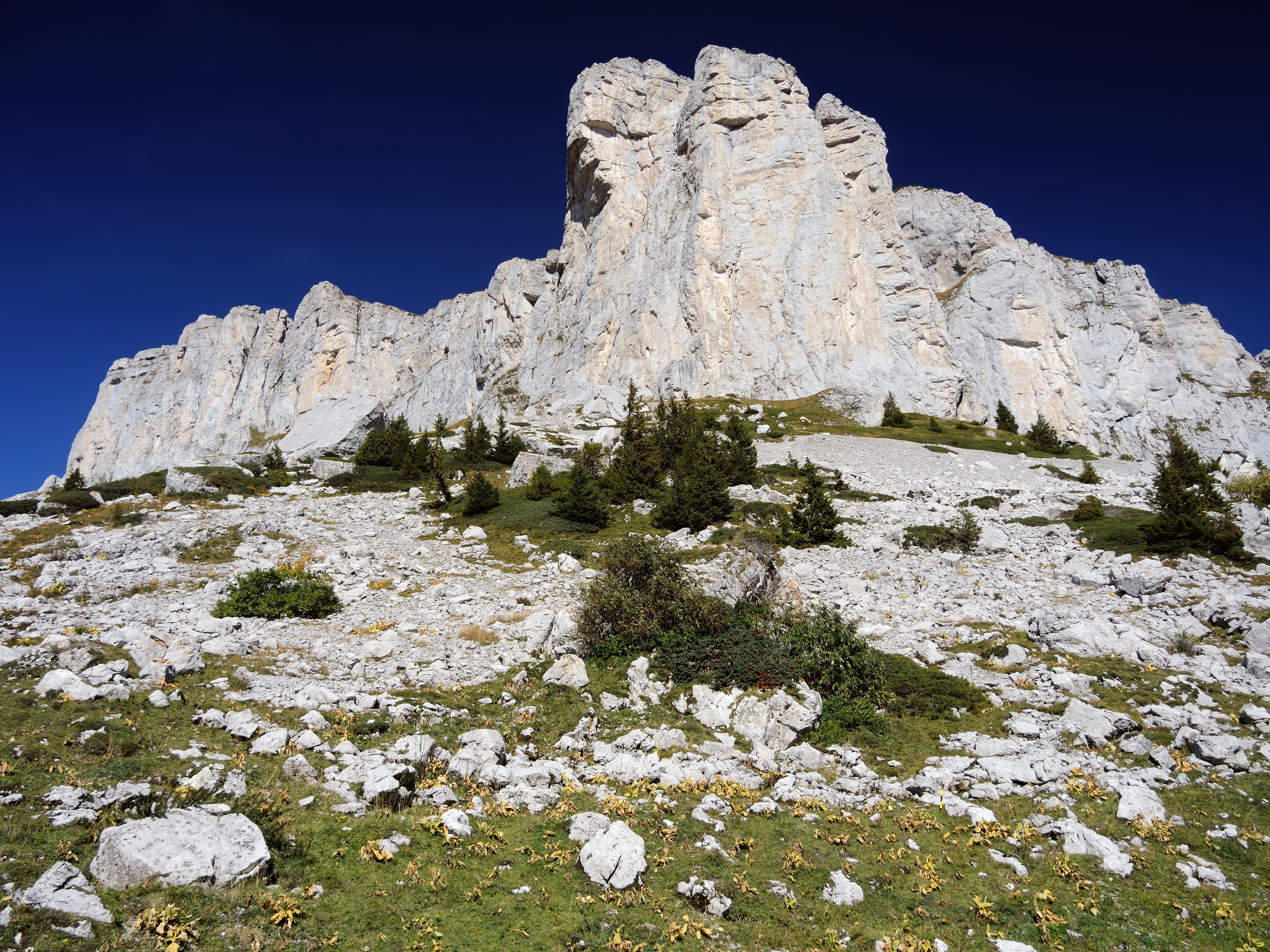
Westwand der Tour d’Aï: Gipfel (links) und Sphinx (rechts)

Von Leysin aus führt eine Gondelbahn hinauf zur Berneuse (2045 m). Von dort aus ist die Tour d’Aï über den Lac d’Aï (1890 m) und einen teilweise ausgesetzten Anstieg über den Südostgrat zu erreichen. Der Weg auf den Gipfel ist zum Teil mit Geländern und Leitern gesichert und erfordert Trittsicherheit und Schwindelfreiheit. Die Gehzeit von der Bergstation zum Gipfel beträgt etwa drei Stunden.
Des Weiteren existiert die Möglichkeit, den Berg über einen Klettersteig an der Westwand innerhalb von etwa zwei Stunden zu besteigen. Zum Erreichen des Einstiegs auf 2190 m muss man von der Berneuse aus einen schmalen Weg über die Geröllhalden nordwestlich wählen. Das Ende befindet sich nur wenig unterhalb des Gipfelkreuzes. Der Klettersteig hat den Schwierigkeitsgrad K4.